# Juan Pablo García (kierowca wyścigowy)
Juan Pablo García (ur. 4 października 1987 roku w Meksyku) – meksykański kierowca wyścigowy.

## Kariera
García rozpoczął karierę w międzynarodowych wyścigach samochodowych w 2004 roku od startów w Meksykańskiej Formule Renault. Z dorobkiem czterech punktów uplasował się na 21 pozycji w klasyfikacji generalnej. W późniejszych latach Meksykanin pojawiał się także w stawce Panam GP Series, A1 Grand Prix, Brytyjskiej Formuły 3, Europejskiego Pucharu Formuły Renault 2.0, Północnoeuropejskiego Pucharu Formuły Renault 2.0 oraz Indy Lights.